# Gunnar Rudberg
Gunnar Rudberg (17 octobre 1880 - 6 août 1954) est un philologue classique suédois de renommée internationale. Il est le père du géomorphologue Sten Rudberg.
En 1919, après avoir été professeur agrégé de langue et littérature grecques à Uppsala, Rudberg devient professeur de philologie classique à Oslo. De 1933 jusqu'à sa retraite en 1945, il est professeur de langue et littérature grecques à Uppsala.
Gunnar Rudberg contribue à la revue scientifique de philologie classique Eranos – Acta philologica Suecana. Avec Samson Eitrem, il édite la revue scientifique Symbolæ osloenses.

## Œuvres
- Poseidonios de Apameia (1916)
- Atlantis och Syrakusai (1917), anglais: Atlantis and Syracuse (2012) (ISBN 978-3-8482-2822-5)
- Forschungen zu Poseidonios (1918)
- Kristus et Platon (1920)
- Platon, hans person och verk (1922)
- Poseidonios, en Hellenismens Lærer og Profet (1924)
- Kring Platons Phaidros (1924)
- Hellas et Nya Testamentet (1929)
- Platonica selecta, avec Postscript de son fils Folke Rudberg (1956, anglais)